# 湘南汐見台公園
湘南汐見台公園（しょうなんしおみだいこうえん）は、神奈川県茅ヶ崎市にある、神奈川県立の都市公園（近隣公園）である。

## アクセス
- 辻堂駅南口から「平和学園」または「茅ヶ崎駅」行のバスにて「茅ヶ崎学園入口」下車、徒歩5分
- 辻堂駅南口から「高砂経由辻堂西海岸」行バスにて「辻堂西海岸」（終点）下車、徒歩3分

## 沿革
本公園は、日本へ返還された在日米海軍辻堂演習場の跡地の一部に置かれた。
- 1971年（昭和46年）2月26日 - 「茅ケ崎都市計画公園事業第五号汐見台公園」として都市計画事業が認可される[2]。
- 1972年（昭和47年）4月1日 - 汐見台5750番地にて開園。
- 1978年（昭和53年）12月9日 - 「茅ケ崎都市計画公園事業第6・3・1号汐見台公園」として都市計画事業が認可される[3]。